# Тарпан Руслан Серафимович
Тарпан Руслан Серафимович — одеський підприємець, колишній депутат Одеської міської ради кількох скликань, засновник групи компаній «Інкор», ініціатор і меценат відновлення колишньої Катерининської площі в Одесі.

## Біографія
Народився 14 серпня 1971 року в місті Одесі. Навчався в загальноосвітній школі № 38 м. Одеси.
З відзнакою закінчив Одеський інститут народного господарства за спеціальністю «Економіст з праці».
У 1997 році — захистив кандидатську дисертацію «Управління діяльністю будівельної організації як об'єкта інвестування».
У 1990 році — обраний депутатом Київської районної ради м. Одеси.
З 1993 року — працював на керівних посадах в будівельних організаціях міста.
З 1994 року — депутат Одеської міської ради декількох скликань.
У 1997 році — заснував інвестиційно-будівельний холдинг «Інкор-груп».
Виховує трьох дітей.

## Діяльність
У 2003—2004 роках компанія «Інкор» провела реконструкцію одного з найстаріших ринків міста — «Старокінний». Територія ринку була розширена. При цьому, вперше в історії міста, 220 сімей одеситів, які мешкали в старих аварійних будинках, розташованих навколо «Старокінного», отримали житло за кошти інвестора. При реконструкції збережено унікальний великий ринок «Старокінний».
У 2010 році Руслан Тарпан став активним лобістом відновлення муніципальної програми по збереженню історичного центру Одеси. В рамках програми відреставровано історичні будинки, загальною площею фасадів 39 тис. м². Разом з фасадами відновлені покрівлі та перекриття будівель. Серед відновлених будівель — будинок Бабеля, та інші.
Готель у стилі модерн «Велика Московська» (1904 г.) був реконструйований до 170-річчя архітектора Льва Влодека в максимально автентичному вигляді. Робота в віденських і Одеських архівах велася протягом багатьох місяців. В результаті на загальній площі реконструкції 7,5 тис. кв. метрів була відтворена 21 тисяча ліпних елементів.
У 2007 році на особисті кошти сім'ї Р. Тарпана був здійснений меценатський проєкт з відновлення історичної спадщини міста: відтворений пам'ятник «Засновникам Одеси» на Катерининській площі.
В архівах Санкт-Петербурга і Одеси знайшли оригінали документів проєкту будівництва монумента, датовані 1893—1899 рр. Протягом дев'яти місяців проведено роботи по відтворенню центральної фігури пам'ятника. У них взяли участь історики, вчені одеських вузів, скульптори та інженери. Подія неоднозначно сприймалася громадськістю — відкриття монумента переносилося через акції противників відтворення монумента. Також було проведено благоустрій, освітлення та озеленення площі.
Катерининська площа, чий архітектурний ансамбль, разом з пам'ятником «Одеса-порт», в 1901 році отримав Золоту медаль на Всесвітній виставці в Парижі, знову стала візитною карткою міста.
Руслан Тарпан став ініціатором і двигуном проєкту комплексної реконструкції найстарішого медичного закладу міста — «Міської інфекційної лікарні». У 2001 році були капітально відремонтовані корпуси дитячого та реанімаційного відділення на 160 ліжок. У 2006 році повністю відтворена з руїн бактеріологічна лабораторія інфекційної лікарні. Була побудована нова котельня, пральня та інші елементи інфраструктури лікарні. У 2015 р. Президент України Петро Порошенко брав участь у відкритті спеціального боксованого корпусу на 40 ліжко-місць — він зроблений так, що виключається можливість внутрішньо лікарняного інфікування.
Інфраструктурний проєкт «Глибоководний випуск стічних вод» компанії «Інкор» вирішує проблему неблагополучного екологічного стану одеської затоки, Хаджибейського лиману і збільшеного за останні десятиліття навантаження на зливну та господарсько-побутову каналізацію центральної і Північної частини міста.
За чинним законодавством (СаНПиН «Санітарні правила і норми охорони прибережних вод морів від забруднення в місцях водокористування», скидання стічних вод не може здійснюватися ближче, ніж за 2 морські милі (3 704 м). Зараз госппобутові стоки з СБО «Північна» в порушення діючих норм СанПіН скидаються на відстані 300 м від берега в море.
Проєкти такого масштабу не реалізовувалися раніше в Україні. При цьому практика глибоководних випусків підтверджена їх успішним функціонуванням в м Брайтон (Велика Британія), Гдиня (Польща), Біоград-на-Мору (Хорватія), Тетаун (Марокко), Т'Баркат (Мальта), Інверклайд (Шотландія) та ін.

## Розслідування діяльності
У червні 2017 року Руслана Тарпана оголосили в національний розшук, а в серпні 2021 року – в міжнародний. Слідчі також направили запит про міжнародну правову допомогу до компетентних органів ОАЕ — країни, де мешкав Тарпан. За даними слідства, компаніям, афільованим з Тарпаном, вдалося легалізувати понад 200 млн грн, попередньо привласнених з бюджету під час будівництва глибоководного випуску в Одесі.
У грудні 2021 року Київський районний суд міста Одеси обрав Руслану Тарпану запобіжний захід у вигляді тримання під вартою. За даними слідства, у 2010-2012 роках члени організованої злочинної групи під керівництвом колишнього депутата, зловживаючи службовим становищем, із використанням підроблених документів та ряду підконтрольних організатору юридичних осіб, завищили об’єми, вартість матеріалів та робіт при будівництві об’єкту «Глибоководний випуск» в акваторії Чорного моря, тим самим заволодівши понад 244 млн гривень бюджетних коштів.
У липні 2022 року стало відомо, що Одеська обласна прокуратура внесла Руслана Тарпана у список осіб, що переховуються від правосуддя, і намагається екстрадувати його в Україну.
За інформацією начальника Південного відділу Українського інституту національної пам’яті Сергія Гуцалюка, колишній депутат Одеської міськради Руслан Тарпан імовірно тісно пов’язаний з російськими спецслужбами та має зв’язок з бізнесом країни-агресора.
За даними ЗМІ, станом на осінь 2022 року, Тарпан міг переховуватись від правосуддя в Російській Федерації.
На початку листопада 2022 року стало відомо, що Консул України в Дубаї (ОАЕ) Олександр Хом’як посвідчував копію довіреності для представника ексдепутата Одеської міської ради Руслана Тарпана, який підозрюється у розкраданні держкоштів та на момент посвідчення вже розшукувався МВС. Про це йдеться в ухвалі суду.
Також, у листопаді 2022 року, ЗМІ з посиланням на постанову Окружного адмінсуду Києва повідомили, що одеський ексдепутат та бізнесмен Руслан Тарпан, який має статус підозрюваного та розшукуваного в Україні, через українські суди намагається стати власником радянського авто епохи Сталіна.
Наприкінці травня 2024 року, за процесуального керівництва прокурорів Одеської обласної прокуратури Руслану Тарпану заочно повідомлено про підозру у пособництві державі-агресору (ч. 1 ст. 111-2 КК України).

## Нагороди, звання, заслуги
У 2015 та 2016 роках — лауреат рейтингу «Сто впливових одеситів» благодійного фонду «Журналісти за демократію».